# Triancyra kanoi
Triancyra kanoi är en stekelart som först beskrevs av Tohru Uchida 1937.  Triancyra kanoi ingår i släktet Triancyra och familjen brokparasitsteklar. Inga underarter finns listade i Catalogue of Life.